# Dicranomyia geyserensis
Dicranomyia geyserensis är en tvåvingeart som först beskrevs av Alexander 1943.  Dicranomyia geyserensis ingår i släktet Dicranomyia och familjen småharkrankar. Inga underarter finns listade i Catalogue of Life.